# 2002年冬季残疾人奥林匹克运动会西班牙代表团
2002年冬季残疾人奥林匹克运动会西班牙代表团是西班牙派出的2002年冬季残疾人奥林匹克运动会代表团。获得3枚金牌、2枚银牌和2枚铜牌。